# Tri Vodi
Tri Vodi (makedonsky: Три Води) je vysídlená vesnice v Severní Makedonii. Nachází v opštině Strumica v Jihovýchodním regionu.

## Geografie
Tri Vody leží na východě země, od města Strumica jsou vzdálené 6 km. Leží v nadmořské výšce 420 metrů a rozloha obce činí 712 ha.
Obec sousedí s vesnicemi Kukliš, Raborci, Ormanli a Kosturino.

## Historie
V osmanských dobách byla vesnice spíše velkou farmou, kterou vlastnil Zein Husain Bey z Radoviše. V roce 1904 byly místní usedlosti vypáleny a obec na krátkou dobu úplně zanikla. Hlavními aktéry byli bulharští učitelé Petar Hadži Jordanov a Kostadin Samardžev. Do akce byly zapojeny i lidové milice. Mnoho přeživších vesničanů bylo vězněno a vyslýcháno, nikdo však s akcí neměl nic společného.
V roce 2002 zde žilo posledních 12 obyvatel ve čtyřech domácnostech. Podle sčítání lidu z roku 2021 ve vesnici již nikdo nežije.